# Адамс, Филипп
Фили́пп Ада́мс (фр. Philippe Adams, родился 19 ноября 1969 в Мускроне, Бельгия) — бельгийский автогонщик, участвовавший в двух Гран-при за команду «Лотус», а также в различных гонках кузовных автомобилей. Чемпион Британской Формулы-2 1993 года.

## Биография

### Ранние годы
Начал гоняться на картах в 1981 году, в 1984 впервые участвовал в гонках автомобилей. В 1988 принял участие в европейском чемпионате Opel Lotus, а также в британском чемпионате Vauxhall Lotus, где занял по итогам чемпионата 8 место с тремя третьими местами. В 1989 перешёл в Британскую Формулу-3, где с одной победой и двумя вторыми местами стал в чемпионате шестым. На следующий год, однако, результаты ухудшились — всего два вторых места. В 1991 отправился в Японию, где не смог добиться успеха, и в 1992 вернулся обратно в Великобританию в Ф-3. Здесь он дважды победил и стал вторым в чемпионате. Борьбы с лидером, Жилем де Ферраном не получилось — Адамс заработал почти вдвое меньше очков.
В 1993 году он перешёл в Британскую Формулу-2, где наконец добился результата — пять побед на этапах и чемпионский титул, правда, полученный после апелляции. В 1994 Адамс участвовал в бельгийском чемпионате Procar, где смог бороться за титул, а также в двух гонках DTM без особого успеха. Имеющиеся достижения и некоторая спонсорская поддержка позволили ему обеспечить себе место в двух гонках Формулы-1 в Бельгии и Португалии.

### Формула-1
Имевщийся у Адамса опыт соревнований на трассе в Спа не мог ему сильно помочь, поскольку получен он был на автомобилях совершенно иного типа, кроме того, оба тренировочных дня оказались испорчены дождём. Гонщика несколько раз разворачивало на мокрой трассе, а дважды он и вовсе разбивал автомобиль. Сама по себе машина также не отличалась ни скоростью, ни управляемостью. Несмотря на эти сложности, ему удалось квалифицироваться на последнем, 26 месте.
Вечером в субботу он принял участие в гонке поддержки, являвшейся этапом чемпионата Procar, и уверенно победил, опередив под дождём всех соперников на полминуты. Во время гонки дождя не было, так что он спокойно ехал в конце пелотона вплоть до 15 круга, после чего вылетел, пытаясь пропустить на круг Баррикелло. На следующий этап ему пришлось вернуть место в команде Занарди, так как эта гонка была для итальянца домашней. В Португалии же он снова квалифицировался на последнем ряду, в двух секундах от партнёра по команде Херберта. В гонке он не поднимался с последнего места и так и финишировал 16-м, с отставанием в четыре круга. На этом его выступления в Формуле-1 закончились.
В дальнейшем выступал в гонках кузовных автомобилей вплоть до 2000 года.

## Результаты в Формуле-1
| Легенда к таблице |                                                                    |
| --- | ------------------------------------------------------------------ |
| В таблице перечислены результаты всех Гран-при Формулы-1, в которых принимал участие гонщик. Строками таблицы являются сезоны, столбцами — этапы чемпионата мира. В каждой клетке указаны сокращённое название этапа и результат, дополнительно обозначенный цветом. Расшифровка обозначений и цветов представлена в нижеследующей таблице. |                                                                    |
| \| Пример \| Описание \| \| ------------ \| ------------------------------------------------------------------ \| \| 1 \| Победитель \| \| 2 \| Второе место \| \| 3 \| Третье место \| \| 5 \| Финишировал, заработав очки \| \| Сход \| Не финишировал, но при этом заработал очки \| \| 12 \| Финишировал, не получив очков \| \| НКЛ \| Финишировал, но не попал в финальную классификацию \| \| 15 \| Участвовал вне зачёта, либо по отдельной классификации \| \| 18 \| Не финишировал, но попал в финальную классификацию \| \| Сход \| Не финишировал \| \| НКВ \| Не прошёл квалификацию \| \| НПКВ \| Не прошёл предквалификацию \| \| ДСК \| Дисквалифицирован \| \| ИСК \| Исключён из протокола соревнований \| \| ТТ \| Заявлен для участия только в тренировках \| \| НС \| Участвовал в квалификации, но не стартовал в гонке \| \| Т \| Травмирован или болен \| \| ОТК \| Отказ от участия \| \| НТР \| Прибыл на соревнования, но на трассу не выезжал \| \| НПР \| Был заявлен в числе участников, но не прибыл к началу соревнований \| \| О \| Соревнования отменены \| \| \| Не участвовал \| \| Поул-позиция \| \| \| Быстрый круг \| \| |                                                                    |
| Пример | Описание                                                           |
| 1 | Победитель                                                         |
| 2 | Второе место                                                       |
| 3 | Третье место                                                       |
| 5 | Финишировал, заработав очки                                        |
| Сход | Не финишировал, но при этом заработал очки                         |
| 12 | Финишировал, не получив очков                                      |
| НКЛ | Финишировал, но не попал в финальную классификацию                 |
| 15 | Участвовал вне зачёта, либо по отдельной классификации             |
| 18 | Не финишировал, но попал в финальную классификацию                 |
| Сход | Не финишировал                                                     |
| НКВ | Не прошёл квалификацию                                             |
| НПКВ | Не прошёл предквалификацию                                         |
| ДСК | Дисквалифицирован                                                  |
| ИСК | Исключён из протокола соревнований                                 |
| ТТ | Заявлен для участия только в тренировках                           |
| НС | Участвовал в квалификации, но не стартовал в гонке                 |
| Т | Травмирован или болен                                              |
| ОТК | Отказ от участия                                                   |
| НТР | Прибыл на соревнования, но на трассу не выезжал                    |
| НПР | Был заявлен в числе участников, но не прибыл к началу соревнований |
| О | Соревнования отменены                                              |
| | Не участвовал                                                      |
| Поул-позиция |                                                                    |
| Быстрый круг |                                                                    |

| Сезон | Команда    | Шасси     | Двигатель                    | Ш | 1   | 2   | 3   | 4   | 5   | 6   | 7   | 8   | 9   | 10  | 11       | 12  | 13     | 14  | 15  | 16  | Место | Очки |
| ----- | ---------- | --------- | ---------------------------- | - | --- | --- | --- | --- | --- | --- | --- | --- | --- | --- | -------- | --- | ------ | --- | --- | --- | ----- | ---- |
| 1994  | Team Lotus | Lotus 109 | Mugen-Honda MF-351HC 3,5 V10 | G | БРА | ТИХ | САН | МОН | ИСП | КАН | ФРА | ВЕЛ | ГЕР | ВЕН | БЕЛ Сход | ИТА | ПОР 16 | ЕВР | ЯПО | АВС | -     | 0    |